# Bisdom Jericó
Het bisdom Jericó (Latijn: Dioecesis Iericoënsis) is een rooms-katholiek bisdom met als zetel Jericó, in Colombia. Het bisdom is suffragaan aan het aartsbisdom Medellín. 

## Geschiedenis
Het bisdom werd opgericht op 3 juli 1941, als afsplitsing van het bisdom Antioquía-Jericó. 

## Parochies
Het bisdom had in 2021 een oppervlakte van 3.000 km2 en telde 235.000 inwoners waarvan 99,1% rooms-katholiek was.

## Bisschoppen
- Antonio José Jaramillo Tobón (7 februari 1942 - 31 maart 1960)
- Augusto Trujillo Arango (31 maart 1960 - 20 februari 1970)
- Juan Eliseo Mojica Oliveros (4 juni 1970 - 26 april 1977)
- Augusto Aristizábal Ospina (29 oktober 1977 - 7 oktober 2003)
- José Roberto López Londoño (7 oktober 2003 - 13 juni 2013)
- Noel Antonio Londoño Buitrago (13 juni 2013 - heden)

## Galerij van afbeeldingen

Wapen van het bisdom Jericó

Medellín (aartsbisdom) · Caldas · Girardota · Jericó · Sonsón-Rionegro